# 토양보전
토양보전(土壤保全, Soil conservation)은 비옥한 토양의 유실을 억제하고 바람직한 생산력이 유지될 수 있는 토양 이용과 관리시스템을 발전시키기 위하여 필요한 영농적, 식생적, 구조적 및 관리적 수단을 토지에 적용하는 것이다.
화전 및 기타 지속 불가능한 자급 농업 방법은 일부 덜 개발된 지역에서 실행된다. 삼림 벌채의 결과는 일반적으로 대규모 침식, 토양 영양분 손실, 때로는 완전한 사막화이다. 개선된 토양 보전을 위한 기술에는 윤작, 덮개 작물, 보존 경작, 방풍림 심기가 포함되며 침식과 비옥도 모두에 영향을 미친다. 식물이 죽으면 부패하여 토양의 일부가 된다. 코드 330은 미국 천연자원 보존국에서 권장하는 표준 방법을 정의한다. 농부들은 수천년 동안 토양 보존을 실천해 왔다. 유럽에서는 공통 농업 정책과 같은 정책이 토양 보존 문제를 더 잘 해결하기 위해 경작 감소, 겨울 덮개 작물, 식물 잔류물 및 잔디 마진과 같은 최상의 관리 관행을 적용하는 것을 목표로 하고 있다. 침식 문제를 해결하려면 정치적, 경제적 조치가 더욱 필요하다. 간단한 거버넌스 장애물은 우리가 토지를 어떻게 평가하는지에 관한 것이며 이는 문화적 적응에 의해 바뀔 수 있다. 토양 탄소는 기후 변화 완화에 중요한 역할을 하는 탄소 흡수원이다.

## 같이 보기
- 보전생물학
- 자연보전
- 보전운동
- 생태학
- 환경주의
- 환경 보호
- 녹색 혁명
- 미생물
- 자연 환경
- 천연 자원
- 유사 (수리학)
- 화전농업
- 토양 오염
- 지표면 유출
- 지속 가능성
- 물보전